# Vinca major
Vinca major é uma espécie de planta com flor pertencente à família Apocynaceae. 
Os seus nomes comuns são congoça, congonha, congossa, congossa-maior, congoxa, pervinca ou pervinca-maior. A sua floração dá-se de Março a Junho.
A espécie foi descrita por Lineu e publicada em Species Plantarum 1: 209. 1753.

## Descrição
Corola grande (maior que nas espécies anteriores); segmentos do cálice com pêlos na margem; folhas com a base cordiforme.

## Habitat
Sebes, valados, lugares húmidos e sombrios, margens dos campos.

## Subespécies
A base de dados The Plant List indica 3 subespécies aceites:
- Vinca major subsp. balcanica (Pénzes) Kozuharov & A.V.Petrova
- Vinca major subsp. hirsuta (Boiss.) Stearn
- Vinca major subsp. major

## Sinónimos
A base de dados Tropicos indica como sinónimos desta espécie:
- Vinca grandiflora Salisb.
- Vinca major var. variegata Loudon